# Goaribari Island
Goaribari Island (deutsch Goaribari-Insel oder Goaribariinsel) ist eine zur Gulf Province von Papua-Neuguinea gehörende Insel im Golf von Papua im Delta des Flusses Kikori.
Zur Volkszählung 2000 wurden 100 Einwohner nachgewiesen, davon 68 im Dorf Dopima an der Ostküste und 32 in Goare an der Westküste.
1901 wurde der schottische Missionar James Chalmers zusammen mit dem englischen Missionar Oliver Fellows Tomkins und ihren Begleitern auf ihr verspeist.